# Imagina Só
Imagina Só é um podcast brasileiro lançado em dezembro de 2019. Produzido pela Superplayer & Co, o programa traz histórias infantis originais e adaptadas para crianças.

## História
A primeira temporada do podcast Imagina Só foi originalmente lançada em dezembro de 2019 pela produtora Superplayer & Co, dando estreia ao seu braço de programas em áudio. A produção foi inspirada pela necessidade de trazer histórias infantis imersivas em áudio, com a proposta de auxiliar a diminuição do uso de telas. Na época, o programa era produzido por temporadas e reuniu histórias originais, como O Pirata Barba Branca, e adaptações de clássicos como Chapeuzinho Vermelho e João e o Pé de Feijão. A produção seguiu nesse formato por três temporadas que duraram até outubro de 2020. As histórias foram impulsionadas nas plataformas digitais com o aumento da procura por conteúdo infantil durante a pandemia de COVID-19. Ainda em 2020, o podcast também foi disponibizado na plataforma PlayKids.
A partir do início de 2021, o programa passou por uma reformulação geral, com a participação de uma nova equipe de roteiristas e produtores. O destaque ficou para a série Turma do Banhado, um universo de animais personagens interpretados por dubladores e atores. Meses depois, o podcast se transformou em aplicativo, com a inclusão de histórias exclusivas em áudio e texto, além das já existentes na versão original nas plataformas digitais.
Em 2023, Imagina Só foi premiado na categoria Melhor Sonoplastia do Troféu APCA. O prêmio se deu entre categorias de podcast e rádio.

## Desempenho
Imagina Só estreou na parada de Top Podcasts da Apple Podcasts em maio de 2020, alcançando o pico de posição #6 em 23 de maio de 2021. Nos anos seguintes, o podcast figurou nas paradas ocasionalmente.

## Prêmios e indicações
| Ano  | Premiação   | Categoria          | Trabalho   | Resultado | Ref.  |
| ---- | ----------- | ------------------ | ---------- | --------- | ----- |
| 2023 | Prêmio APCA | Melhor Sonoplastia | Imagina Só | Venceu    | [ 5 ] |